# Eleição presidencial no Brasil em 1964
A eleição presidencial brasileira de 1964 foi a décima-oitava eleição presidencial do país, sendo a primeira a ocorrer de forma indireta após a deposição do então presidente João Goulart e a última em que se escolheu presidente e vice-presidente de forma separada.

## Contexto histórico
Dois candidatos com posições políticas tão díspares foram eleitos. Jânio Quadros pelo Partido Trabalhista Nacional (PTN) e João Goulart pelo Partido Trabalhista Brasileiro (PTB). Jânio Quadros era apoiado pela União Democrática Nacional (UDN), e claramente adotava uma política antigetulista. Já João Goulart era herdeiro político de Vargas. Durante o governo de Jânio foi praticada uma política econômica conservadora próxima às exigências do Fundo Monetário Internacional (FMI). Porém, aplicou uma política contraditória como a proposição de relações diplomáticas e comerciais com países do eixo socialista e a condecoração de Ernesto Che Guevara. A dubiedade do governo de Jânio ocasionou a ruptura da UDN e de demais setores conservadores com o governo dele. Assim, Jânio decidiu renunciar ao governo, alegando ter sofrido uma perseguição política, em 25 de agosto de 1961. Apesar de ter alegado que o motivo de sua renúncia fora a oposição que enfrentava, uma outra versão alega que Jânio teria tentado dar um golpe de estado. Ele esperava que o Congresso Nacional não aceitasse sua carta de renúncia pois acreditava que este se recusaria a dar posse a seu vice-presidente, João Goulart, e que pediria-lhe a sua volta e, assim, Jânio não teria a oposição. Entretanto, o Congresso aceitou a renúncia.
A renúncia de Jânio Quadros criou uma situação de instabilidade política. João Goulart estava na China e a Constituição era clara: o vice-presidente deveria assumir o governo. Porém, os ministros militares se opuseram à posse, pois viam no vice-presidente uma ameaça ao país. Graças às mudanças propostas no Ministério do Trabalho, muitos acreditavam que o vice-presidente mantinha vínculos com o Partido Comunista Brasileiro (PCB) e com o Partido Socialista Brasileiro (PSB). Apesar disso, não havia unanimidade nas altas esferas militares sobre o veto a ele.
Liderada por Leonel Brizola, governador do Rio Grande do Sul, a Campanha da Legalidade exigia a posse de Goulart. Brizola e o general Machado Lopes, comandante do III Exército, baseado no Rio Grande do Sul, mobilizaram o estado em defesa dessa causa. Usando uma cadeia de mais de cem emissoras de rádio, o governador gaúcho clamava que a população saísse às ruas para defender a legalidade. A campanha  logo recebeu o apoio dos governadores Mauro Borges, de Goiás, e Nei Braga, do Paraná.. Uma ordem expedida pela Aeronáutica para que aviões fizessem rasantes sobre o Palácio Piratini provocou uma Rebelião dos sargentos e suboficiais da Base Aérea de Canoas, que declaram apoio a Brizola.  Os oficiais que deram a ordem para o carregamento das aeronaves descreveram a operação como uma missão de treinamento cujo destino final seria São Paulo, o que não teve credibilidade perante os legalistas. Foi então que estes decidiram sabotar a operação e afrontar o comando não cumprindo as ordens que lhes eram impostas de carregarem os aviões e estarem disponíveis para a missão. A adesão de descumprir as ordens foi unânime entre sargentos e suboficiais sendo seguidos também por vários praças e soldados. A partir daquele momento, os legalistas de tudo fariam para que as aeronaves de sua base aérea não levantassem voo. Estavam em situação extremamente desvantajosa, pois, além de incomunicáveis, foram mantidos desarmados por seus superiores que mantinham-se armados. Estes, quando souberam da insubordinação, lhes ameaçaram com suas armas e por pouco uma tragédia não ocorreu, tendo os legalistas sido salvos por um outro grupo de soldados que mantinha-se armados e vieram em seu socorro quando os oficiais superiores ameaçaram revidar com fogo à insubordinação.
Passados os momentos de maior perigo de um confronto, o grupo de legalistas ainda viria a esvaziar os pneus das aeronaves e sumir com as chaves que ligavam o compressor além de obstruir a pista com tonéis e caminhões pipa, o que na prática significava a impossibilidade dos aviões levantarem voo mesmo que os oficiais estivessem determinados a tal. Um grupo de sargentos também viria ao encontro de Brizola no Palácio Piratini para avisar que a situação já estava sob controle e que não haveria bombardeio
No Congresso Nacional, os parlamentares também se opuseram ao impedimento da posse de Jango. Na volta da China, Goulart aguardou em Montevidéu, capital do Uruguai, a solução da crise político-militar desencadeada após da renúncia de Jânio. Como os militares não retrocediam, o Congresso fez uma proposta conciliatória: a adoção do parlamentarismo. O presidente tomaria posse, preservando a ordem constitucional, mas parte de seu poder seria deslocada para um primeiro-ministro, que chefiaria o governo.
No dia 2 de setembro de 1961, o sistema parlamentarista foi aprovado pelo Congresso Nacional. No dia 8 desse mês, Jango assumiu a presidência. Tancredo Neves, do PSD de Minas Gerais, ministro do governo Vargas, tornou-se primeiro-ministro.
Neves demitiu-se do cargo em julho de 1962 para concorrer às eleições de outubro do mesmo ano, que iriam renovar o Congresso e eleger os governadores. Goulart articulou a retomada do regime presidencialista. Após a saída de Tancredo, o gaúcho Brochado da Rocha tornou-se primeiro-ministro, também do PSD. Ele deixou o cargo em setembro do mesmo ano, sendo sucedido por Hermes Lima.
Em 1962, o governo divulgou o Plano Trienal, elaborado pelo economista Celso Furtado, para combater a inflação e promover o desenvolvimento econômico. O Plano Trienal falhou, após enfrentar forte oposição, e o governo brasileiro viu-se obrigado a negociar empréstimos com o Fundo Monetário Internacional, o que exigia cortes significativos nos investimentos.
Nesse período, foi convocado um plebiscito sobre a manutenção do parlamentarismo ou o retorno ao presidencialismo para janeiro de 1963. O parlamentarismo foi amplamente rejeitado, graças a uma forte campanha publicitária promovida pelo governo.
Quando Jango assumiu com amplos poderes no regime presidencialista, seus dois grandes desafios foram controlar a inflação e pagar a dívida externa. O governo de João Goulart ficou conhecido por organizar um projeto de reformas estruturais chamado Reformas de Base. Elas estipulavam reforma agrária, tributária, eleitoral, bancária, urbana e educacional. Entre todas essas propostas, a que teve discussão mais avançada nos quadros políticos brasileiros foi a agrária. A reforma agrária dominou o debate político nacional de março até agosto de 1963 e dividiu esquerda e direita. Formaram-se grupos de trabalhadores camponeses que começaram a invadir propriedades rurais e a pressionar o governo pela realização da reforma – mesmo que a força. Os proprietários, por sua vez, eram contrários à reforma agrária. Outra questão que repercutia no cenário político brasileiro era a Lei de Remessa de Lucros, que havia sido aprovada em 1962 e esperava ser sancionada pelo presidente. Essa lei determinava que empresas estrangeiras não poderiam enviar para fora do país mais de 10% do lucro obtido. Esse projeto desagradou profundamente ao governo dos Estados Unidos.
O envolvimento dos Estados Unidos na política brasileira acontecia por meio do financiamento clandestino de grupos que atuavam na desestabilização do governo de Jango. Além disso, os americanos financiavam também campanhas eleitorais de políticos conservadores, com o objetivo de que barrassem os projetos de Jango. Como destaques, podemos citar o Instituto de Pesquisa e Estudos Sociais (Ipes) e o Instituto Brasileiro de Ação Democrática (Ibad), ambos financiados pela CIA (Inteligência Americana). Nas eleições de 1962, por exemplo, candidaturas de mais de 800 políticos receberam financiamento do Ibad. É importante ressaltar que esse tipo de ação era proibido pelas leis brasileiras. Os americanos chegaram a organizar à Operação Brother Sam, na qual uma tropa americana ficaria responsável para invadir o país caso o golpe de estado de 1964 não desse certo.
Goulart começou a governar tentando conciliar os interesses do seu governo com os interesses políticos dos mais conservadores e também dos políticos progressistas no Congresso Nacional. Devido a boicotes de ambas as correntes, houve uma grande demora em implantar as reformas de base. Os setores mais à esquerda, inclusive dentro do próprio PTB, afastaram-se da base governista e iniciaram protestos reivindicativos. Houve um aumento de preços dos mais diversos produtos e serviços. Desta maneira, a inflação acelerou e as medidas econômicas do governo foram duramente atacadas pelos grupos mais à esquerda. Estes viam nas medidas apenas a continuação de uma política antiquada que eles mesmos combatiam. Iniciaram-se greves comandadas pelo CGT (Comando Geral dos Trabalhadores), o que repercutia mal nos setores patronais.
Um fato que abalou Brasília em 1963 foi a Revolta dos sargentos na qual sargentos da Aeronáutica e da Marinha invadiram o Supremo Tribunal Federal em protesto contra a declaração de inelegibilidade dos sargentos eleitos em 1962. O movimento foi facilmente debelado, mas a posição de neutralidade adotada por Jango diante do movimento desagradou grande parte da oficialidade militar, preocupada com a quebra dos princípios de hierarquia e disciplina das Forças Armadas. Também passou uma péssima imagem para o governo de Jango, primeiro de fraqueza e depois de suspeita quando os conservadores passaram a acusar Jango de pretender realizar um golpe.
Em 4 outubro de 1963, em reação a uma entrevista concedida por Carlos Lacerda a um jornal norte-americano, no qual declarou que o cenário político brasileiro sob o seu governo era de incertezas, Goulart solicita o estado de sítio ao Congresso Nacional pelo prazo de 30 dias. A justificativa do Ministério da Justiça era que o governo necessitaria de poderes especiais para impedir a comoção de "guerra civil" que punha em perigo as instituições democráticas. Sua atitude foi vista de forma negativa pelos governadores dos estados que lhe recusaram apoio e a manobra foi repelida inclusive pela esquerda, e a iniciativa foi vista como uma tentativa de golpe por parte de Jango. Os direitistas acusaram Jango de manobrar para realizar um golpe no Brasil, e os esquerdistas afirmavam que essa medida poderia voltar-se rapidamente contra os movimentos sociais que estavam em efervescência. Assim, atacado pelos dois lados, Jango recuou e a proposta foi retirada em 7 de outubro. Havia o temor nas duas correntes de que diferente do pragmático Juscelino Kubitschek, João Goulart poderia repetir os atos de seu mentor político: Getúlio Vargas.
As dificuldades do governo de Jango aumentavam com a intransigência de muitos grupos da esquerda que queriam realizar as Reformas de Base a todo custo. Essa ala tinha como grande nome Leonel Brizola. No final de 1963, a situação do Brasil era caótica. Camponeses e operários urbanos estavam sublevados, as esquerdas exigiam a ampliação das reformas e defendiam uma postura mais enérgica do governo, e as direitas articulavam-se com as Forças Armadas pela tomada do poder. Nesse contexto, João Goulart deu demonstrações de enfraquecimento.
Desgastado com a crise econômica e com a oposição dos militares, o presidente procurou fortalecer-se, participando de manifestações e comícios que defendiam suas propostas. A manifestação mais importante ocorreu no dia 13 de março de 1964, em frente ao Edifício Central do Brasil, sede da Estrada de Ferro Central do Brasil. O evento esteve cercado de simbologias que o ligavam a figura de Getúlio Vargas e mobilizou entre 150 e 200 mil pessoas por mais de 4 horas de duração. Jango chegou a defender a reforma da Constituição para ampliar o direito de voto a analfabetos e militares de baixa patente. Como havia se comprometido em seu discurso, Jango encaminhou ao Congresso o pedido de convocação de um plebiscito para a aprovação das reformas sugeridas e a delegação de prerrogativas do Legislativo para o Executivo, o que foi visto como uma tentativa de centralização do poder nas mãos do presidente.
Em 19 de março, em São Paulo, foi organizada a Marcha da Família com Deus pela Liberdade, cujo objetivo era mobilizar a opinião pública contra o governo de Jango e a política que, segundo eles, culminaria com a implantação de um regime totalitário comunista no Brasil, embora João Goulart fosse ideologicamente mais próximo do trabalhismo de Getúlio Vargas, ex-presidente falecido 10 anos antes dos acontecimentos de 1964. Jango não era comunista. Marxistas ortodoxos defendem o fim da propriedade privada dos meios de produção. Já Jango era um advogado proprietário de terras gaúchas. Seu partido, o PTB, também passava longe do comunismo. Pelo contrário, foi criado por Getúlio Vargas, em 1945, para disputar com os comunistas o eleitorado de trabalhadores urbanos. Enquanto o PCB falava em “luta de classes”, o PTB usava o Ministério do Trabalho para domesticar os sindicatos. Assim, o mentor de Jango, Getúlio Vargas, ficou para a história como “pai dos pobres – e mãe dos ricos”.
O PCB havia perdido o espírito revolucionário. Em 1958, ainda no governo de Juscelino Kubitschek, o Partidão havia renunciado à revolução armada. Em vez de lutar contra a burguesia, seu novo objetivo era chegar ao poder pela via legal, apoiando um governo nacionalista eleito. Jango era o aliado perfeito. Uma vez que chegasse no poder, o PCB passaria a lutar contra o “imperialismo” (o capital estrangeiro) e o “feudalismo” (o latifúndio). Empurrara com a barriga a “ditadura do proletariado”, com prazo indeterminado.
Mas não havia risco real de que se instalasse no Brasil uma Cuba do Sul. Enquanto o Brasil foi uma democracia, a luta armada ficou de fora. Em vez disso, a esquerda abraçava a estratégia pacífica do PCB de se aliar a Jango e pressionar por reformas nas ruas. Foi somente após o golpe de 1964 que grupos debandaram do Partidão e abraçaram o modelo de revolução de Fidel Castro. Se essas pequenas e malsucedidas guerrilhas tentaram fazer do Brasil uma segunda Cuba, foi em grande parte em reação ao próprio golpe militar de 1º de Abril de 1964.
Em 20 de março de 1964, o general Humberto Castelo Branco, chefe do Estado-Maior do Exército, envia uma circular reservada aos oficiais do Exército, advertindo contra os perigos do comunismo. No dia 28 de março, irrompe a revolta dos marinheiros e fuzileiros navais no Rio. Goulart recusou-se a punir os insubmissos concentrados na sede do Sindicato dos Metalúrgicos, o que provocou a indignação dos oficiais da Marinha. No dia 30 de março, Jango compareceu, como convidado de honra, a uma festa promovida pela Associação dos Sargentos e Suboficiais da Polícia Militar, na sede do Automóvel Clube do Brasil. Na ocasião, pronuncia um discurso em que denuncia a existência de uma poderosa campanha contra o governo.
Após a revolta dos marinheiros - que, para os militares, representou uma quebra da hierarquia - e o forte discurso no Automóvel Clube do Brasil, na reunião da Associação dos Sargentos e Suboficiais da Polícia Militar, o general Olímpio Mourão Filho iniciou, em 31 de março de 1964, a movimentação de tropas de Juiz de Fora, em direção ao Rio de Janeiro. Este foi o primeiro ato dos militares que culminaria no golpe de estado que depôs o presidente João Goulart.
Segundo analistas, a precipitação foi um ato temerário de falta de visão estratégica que foi largamente discutido por historiadores e pela imprensa no sentido de que se houvesse reação poderia ter causado uma guerra civil no Brasil. Para tal bastaria que Goulart tivesse uma parcela de apoio de outros segmentos das Forças Armadas leais à Constituição Brasileira, entre elas o general Armando de Moraes Âncora.
Em seguida à marcha de Olímpio Mourão Filho, o general Âncora havia recebido ordens de João Goulart para prender Castelo Branco, porém não a cumpriu. Comandando o Destacamento Sampaio para interceptar o Destacamento Tiradentes, comandado pelo general Murici, o general Âncora, embora com tropa muito mais poderosa e armada não entrou em confronto com os militares que vinham de São Paulo. Ao chegar na Região de Resende, deparou-se com cadetes da Academia Militar das Agulhas Negras em posição defensiva, visando retardar o deslocamento das tropas vindas do Rio. O general Âncora, vendo o futuro da oficialidade do Exército à sua frente, segundo suas palavras "não quis derramamento de sangue brasileiro atirando contra a juventude do país".
Se as forças se enfrentassem no Vale do Paraíba, onde se encontraram, poderia se iniciar uma guerra civil, o que, segundo os cronistas da imprensa, os militares não queriam.
O II Exército era comandado pelo general Amaury Kruel, que, em contato telefônico com o presidente, recebeu um pedido de apoio para pôr fim ao avanço. Kruel impôs a condição do fechamento do CGT e a prisão de seus dirigentes para apoiar Jango, no que teve a negativa do governante. “General, eu não abandono meus amigos”, disse. Então Kruel o traiu, e liberou o flanco paulista do golpe. Então suas tropas se dirigiram para o Rio de Janeiro pela Via Dutra, onde foram interceptadas pelo general Emílio Garrastazu Médici, que estava com os cadetes das Agulhas Negras à sua frente.
No dia 1.º de abril de 1964 houve uma reunião entre Âncora e Kruel, que, convencidos por Médici, se uniram de fato aos demais militares. Durante as negociações, foi decidida a união das tropas. Os militares governistas começaram a debandar de última hora contra Jango. Assim, praticamente sem confrontos, o Exército dormiu janguista no dia 31 e acordou golpista no dia 1º de abril. Nem todos os militares concordaram com o golpe de estado de 1964, O marechal Henrique Teixeira Lott, por exemplo, afastou-se definitivamente da vida pública por não concordar com o regime militar que estava iniciando no Brasil. Outro militar que não concordou com o golpe foi o tenente-brigadeiro Rui Moreira Lima, que foi piloto de combate da Força Aérea Brasileira durante a Segunda Guerra Mundial. Durante a Segunda Guerra, executou 94 missões. Porém mesmo sendo um herói de guerra foi perseguido e torturado pela ditadura militar que se seguiu.
O IV Exército comandado pelo General Justino Bastos dominava estrategicamente toda a situação, e João Goulart havia voado para Brasília para procurar apoio do Congresso. Na Guanabara, Carlos Lacerda havia posto a polícia à caça de colaboradores de Goulart bloqueando ruas e acessos com caminhões de lixo. As tropas da polícia de Lacerda chegaram a cercar o palácio Guanabara, numa tentativa de prender o Presidente da República. Enquanto era perseguido pelos golpistas, Goulart reuniu-se com o general Nicolau Fico, comandante militar de Brasília, e o general Assis Brasil, chefe da Casa Militar.
Preparou um comunicado à nação, informando que iria para o Rio Grande do Sul para se unir às forças do III Exército, sob o comando do general Ladário Teles, informando sobre o golpe e conclamando a população a lutar pela legalidade. Darcy Ribeiro e Waldir Pires falaram à população pela televisão. O governo ainda controlava os meios de comunicação em Brasília. O presidente tentou viajar para Porto Alegre em avião de carreira, porém a decolagem foi sabotada por golpistas. Jango voou então no avião presidencial, arriscando-se a ser abatido por militares.
Em 1964, quase todos os comandantes militares do golpe militar de 1964 foram na juventude ex-tenentes de 1930, como Cordeiro de Farias, Ernesto Geisel, Eduardo Gomes, Humberto de Alencar Castelo Branco, Emílio Garrastazu Médici, Juracy Magalhães e Juarez Távora. Os mesmos tenentes que auxiliaram Getúlio Vargas a chegar ao poder em 1930 agora eram os generais e marechais que derrubariam o herdeiro político de Getúlio: João Goulart.
O presidente do Senado, Auro de Moura Andrade, articulado com as forças conspiratórias, sob vaias e gritos que o alcunhavam de "golpista", mas também sobre grande onda de aplausos, declarou que o então Presidente da República, João Goulart, estava ausente do país, portanto, declarava vaga a presidência da República e empossava o presidente da Câmara dos Deputados Ranieri Mazzilli, que permaneceu no cargo até 15 de abril de 1964, exercendo interinamente a presidência da República pela segunda vez..
Na verdade, João Goulart estava em São Borja (RS), articulando as últimas forças civis e militares leais para resistir ao golpe. Contudo, a ideia da resistência foi abortada pela absoluta "falta de correlação de forças". Na madrugada do dia 1º de abril de 1964, Jango estava em Porto Alegre e tinha ido para a casa do comandante do 3º Exército, escoltado pela companhia de guarda. Reuniu-se com o governador do Rio Grande do Sul, Leonel Brizola e, após ficar sabendo de uma série de más notícias, teve uma crise de choro. Brizola chegou a sugerir um movimento de resistência, mas Goulart não acatou para evitar "derramamento de sangue" (uma guerra civil). De lá, ele voou com o general Assis Brasil para a Fazenda Rancho Grande, em São Borja, onde estavam sua mulher e filhos. Com eles, tomou um avião rumo a um rancho às margens do rio Uruguai.  Aconselhado por Assis Brasil, Jango traçou o caminho de fuga do Rio Grande do Sul e escreveu uma nota ao governo uruguaio pedindo asilo..
Em 9 de abril, uma junta militar, autodenominada Comando Supremo da Revolução, formada pelo general Arthur da Costa e Silva (Exército), o tenente-brigadeiro Francisco de Assis Correia de Melo (Aeronáutica) e o vice-almirante Augusto Hamann Rademaker Grünewald (Marinha), todos ministros de Ranieri, e que de fato governavam durante o seu segundo governo, baixaram o Ato Institucional Número Um (AI-1), na época denominado apenas de Ato Institucional e que tinha caráter inconstitucional, que dentre as determinações estava a de que o Congresso Nacional se transformaria em Colégio Eleitoral para a designação do Presidente da República, embora mantivesse eleições diretas no ano seguinte, o que mais tarde iria ser alterado pelo AI-2. O Ato Institucional Número Um (AI-1) também cassou os direitos políticos de João Goulart por 10 anos. Assim sendo, a eleição presidencial realizou-se no dia 11 de abril de 1964, doze dias após a vacância.
No momento da vacância, uma eleição presidencial direta para 3 de outubro de 1965 estava marcada. Havia quatro pré-candidaturas: o ex-presidente Juscelino Kubitschek com o slogan "JK-65, a vez da agricultura", o governador da Guanabara Carlos Lacerda, o deputado federal pela Guanabara e ex-governador do Rio Grande do Sul Leonel Brizola, e o ex-presidente Jânio Quadros. Todas as candidaturas foram abortadas, e a eleição obviamente nunca ocorreu. Juscelino, que viria a ser perseguido pelo regime, votou em Castelo Branco, num dos votos mais ovacionados da sessão.

## Resultados
A eleição ocorreu de forma separada para presidente e vice. Na eleição para presidente, ocorreram 72 abstenções e 37 não compareceram à votação. Para vice foram 63 abstenções. Em 15 de abril de 1964, o marechal Castelo Branco, então Chefe do Estado-Maior do Exército, e o deputado José Maria Alkmin (PSD), secretário de finanças do governo de Minas Gerais, assumiam, respectivamente, os cargos de Presidente e Vice-presidente do Brasil.
| Eleição para presidente do Brasil em 1964 | Eleição para presidente do Brasil em 1964 | Eleição para presidente do Brasil em 1964 | Eleição para presidente do Brasil em 1964 | Eleição para presidente do Brasil em 1964 | Eleição para presidente do Brasil em 1964 | Eleição para vice-presidente do Brasil em 1964 – 2º escrutínio | Eleição para vice-presidente do Brasil em 1964 – 2º escrutínio | Eleição para vice-presidente do Brasil em 1964 – 2º escrutínio | Eleição para vice-presidente do Brasil em 1964 – 2º escrutínio | Eleição para vice-presidente do Brasil em 1964 – 2º escrutínio | Eleição para vice-presidente do Brasil em 1964 – 2º escrutínio |
| Partido                                   | Partido                                   | Candidato                                 | Candidato                                 | Votos                                     | %                                         | Partido                                                        | Partido                                                        | Candidato                                                      | Candidato                                                      | Votos                                                          | %                                                              |
| ----------------------------------------- | ----------------------------------------- | ----------------------------------------- | ----------------------------------------- | ----------------------------------------- | ----------------------------------------- | -------------------------------------------------------------- | -------------------------------------------------------------- | -------------------------------------------------------------- | -------------------------------------------------------------- | -------------------------------------------------------------- | -------------------------------------------------------------- |
|                                           | nenhum                                    |                                           | Castello Branco                           | 361                                       | 98,63                                     |                                                                | Partido Social Democrático                                     |                                                                | José Maria Alkmin                                              | 256                                                            | 95,52                                                          |
|                                           | Partido Democrata Cristão                 |                                           | Juarez Távora                             | 3                                         | 0,82                                      |                                                                | Partido Social Democrático                                     |                                                                | Auro de Moura Andrade                                          | 9                                                              | 3,36                                                           |
|                                           | Partido Social Democrático                |                                           | Eurico Gaspar Dutra                       | 2                                         | 0,55                                      |                                                                | União Democrática Nacional                                     |                                                                | Milton Campos                                                  | 2                                                              | 0,75                                                           |
|                                           |                                           |                                           |                                           |                                           |                                           |                                                                | Partido Democrata Cristão                                      |                                                                | Juarez Távora                                                  | 1                                                              | 0,37                                                           |
| Total de votos válidos                    | Total de votos válidos                    | Total de votos válidos                    | Total de votos válidos                    | 366                                       | 100,00                                    | Total de votos válidos                                         | Total de votos válidos                                         | Total de votos válidos                                         | Total de votos válidos                                         | 268                                                            | 100,00                                                         |

| Eleição para vice-presidente do Brasil em 1964 – 1º escrutínio | Eleição para vice-presidente do Brasil em 1964 – 1º escrutínio | Eleição para vice-presidente do Brasil em 1964 – 1º escrutínio | Eleição para vice-presidente do Brasil em 1964 – 1º escrutínio | Eleição para vice-presidente do Brasil em 1964 – 1º escrutínio | Eleição para vice-presidente do Brasil em 1964 – 1º escrutínio |
| Partido                                                        | Partido                                                        | Candidato                                                      | Candidato                                                      | Votos                                                          | %                                                              |
| -------------------------------------------------------------- | -------------------------------------------------------------- | -------------------------------------------------------------- | -------------------------------------------------------------- | -------------------------------------------------------------- | -------------------------------------------------------------- |
|                                                                | Partido Social Democrático                                     |                                                                | José Maria Alkmin                                              | 203                                                            | 56,70                                                          |
|                                                                | Partido Social Democrático                                     |                                                                | Auro de Moura Andrade                                          | 150                                                            | 41,90                                                          |
|                                                                | União Democrática Nacional                                     |                                                                | Milton Campos                                                  | 2                                                              | 0,55                                                           |
|                                                                | Partido Social Democrático                                     |                                                                | Ranieri Mazzilli                                               | 2                                                              | 0,55                                                           |
|                                                                | nenhum                                                         |                                                                | Antônio Sanchez Galdeano                                       | 1                                                              | 0,30                                                           |
| Total de votos válidos                                         | Total de votos válidos                                         | Total de votos válidos                                         | Total de votos válidos                                         | 358                                                            | 100,00                                                         |

Obs.: Auro Soares de Moura Andrade renunciou a sua candidatura, deixando Alkmin praticamente sem oposição.